# Cirque du Soleil
Cirque du Soleil (pronunciado /siʁk(ə) dy sɔlɛj/, localmente /sɪʁk dzy sɔlɛj/; «Circo del Sol») es una empresa de entretenimiento canadiense y la mayor productora de circo del mundo.
Fue fundada en 1984 por Gilles Ste-Croix y Guy Laliberté en Montreal, Quebec, Canadá, y su origen se remonta una década atrás, cuando Ste-Croix asumió la administración del albergue Le Balcon Vert, en la localidad canadiense Baie-Saint-Paul, un punto de reunión para jóvenes viajeros interesados en la difusión de actividades culturales y musicales. Su nombre hace alusión a la «juventud, energía, fuerza» concebida por Laliberté al momento de establecerlo como un circo con presencia internacional.
Sus espectáculos combinan música, danza y actos circenses que incluyen contorsionismo, danza aérea, malabarismo, acrobacias y gimnasia sobre trapecios, alambres o cuerdas, trampolines, entre otros, y se caracterizan por tener una trama como hilo conductor de la producción. Para su primera exhibición, Le Grand Tour du Cirque du Soleil, se utilizó una carpa para albergar hasta 800 personas. Desde entonces, han dado más de cuarenta espectáculos en todo el mundo, tanto ambulantes —en una carpa o arena— como eventos fijos llevados a cabo en un proscenio de algún hotel, casino o parque temático.
Cirque se ha hecho acreedor de diversos reconocimientos, como un Rose d'Or, un galardón Bambi, tres Drama Desk en la categoría de «Experiencia teatral única», reconocimientos Gemini, galardones Primetime Emmy y un par de estrellas en el Paseo de la fama de Hollywood y en el Paseo de la fama de Canadá, y sus producciones se han presentado en más de 300 ciudades de distintos países, vistas anualmente hasta por once millones de personas. Además de sus espectáculos, otros productos y servicios de la empresa incluyen películas y series de televisión, contenido multimedia para eventos públicos y privados, programas sociales, videojuegos, prendas y accesorios, entre otros.

## Historia

### 1974-1984: antecedentes
Los orígenes de Cirque du Soleil se remontan al albergue Le Balcon Vert, en la localidad canadiense Baie-Saint-Paul. Establecido en 1974, con el paso de los años Le Balcon Vert pasó a ser un punto de reunión de jóvenes viajeros interesados en la difusión de actividades culturales y musicales. Gilles Ste-Croix asumió la administración en 1979 y destinó sus esfuerzos a llevar a cabo un programa de verano inspirado en la compañía circense Bread and Puppet Theatre, conocida por el uso de marionetas gigantes. Su idea era formar un grupo de teatro de calle para difundir el folclore de Canadá. En 1980, antes de que comenzara la temporada de mayor afluencia turística en Le Balcon Vert, Ste-Croix contrató a Guy Laliberté, un joven acordeonista y tragafuegos, para la coordinación del programa de verano y a Daniel Gauthier, amigo y compañero de estudios de Laliberté, para el control financiero del albergue.
En marzo de 1980, Ste-Croix y Sylvain Néron establecieron la compañía de entretenimiento Les Échassiers de Baie-Saint-Paul. Solicitaron fondos gubernamentales para la financiación del programa de teatro de calle, pero el rechazo de su solicitud de inversión llevó a Ste-Croix a organizar un maratón de zanquistas para obtener recursos: tras recorrer en zancos una distancia de 90 kilómetros desde Baie-Saint-Paul hasta Quebec, Échassiers consiguió 60 000 CAD, que le permitieron a la empresa producir un espectáculo en junio de 1980, escrito y producido por Jean-Pierre Brouillé, y estrenado en el estadio de hockey de Baie-Saint-Paul.

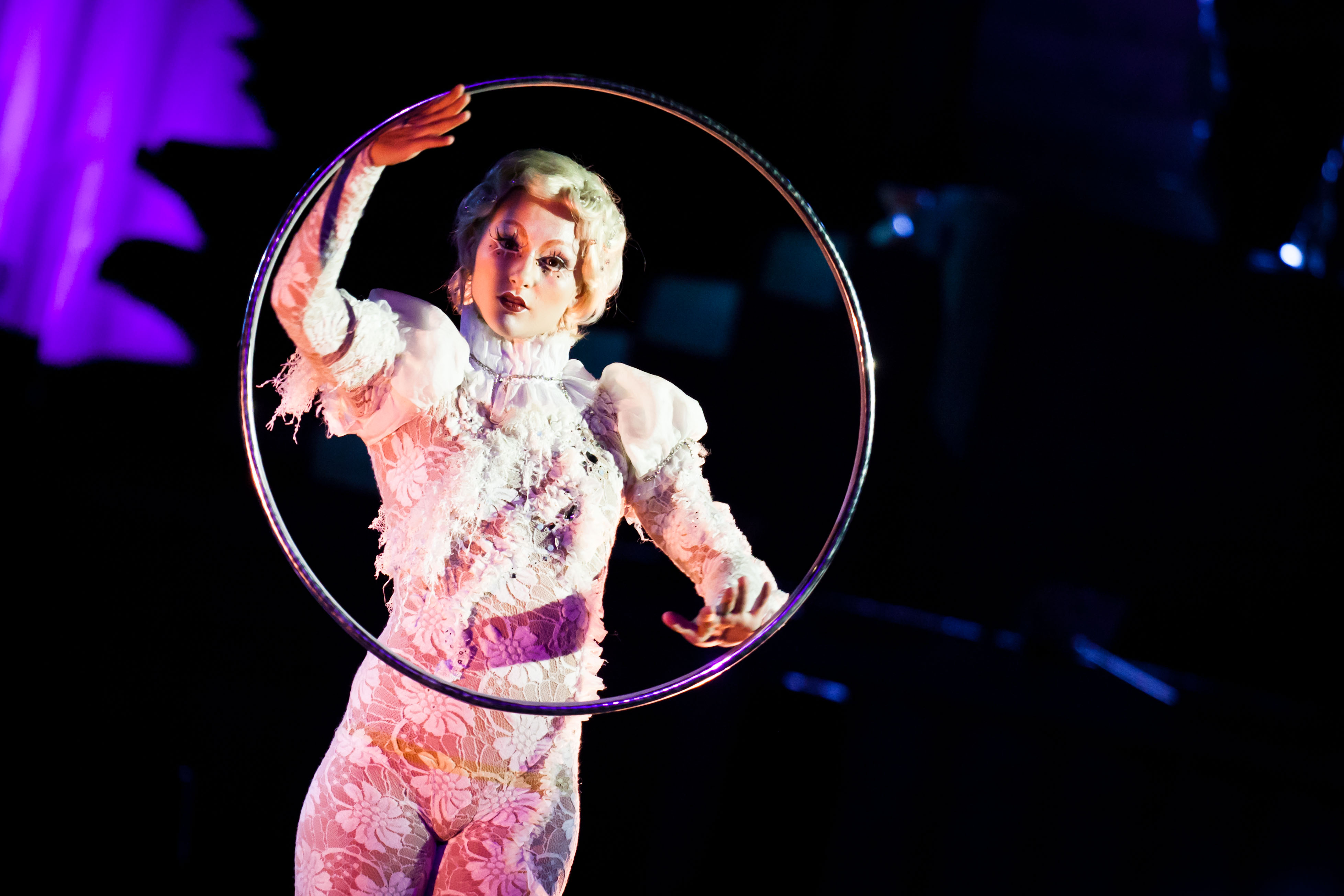
Artista de Circo del sol en 2010

En su año inicial de operaciones la compañía atravesó problemas financieros, lo cual llevó a Ste-Croix a establecer Le Club des Talons Hauts, otra organización con la cual esperaba obtener recursos gubernamentales como sustento financiero para Échassiers. Los recursos obtenidos hasta entonces facilitaron la organización de un nuevo evento en la provincia de Quebec a finales de 1981. Al año siguiente Échassiers organizó el festival Fête Foraine, una especie de feria itinerante ambientada en la Edad Media que visitó algunas ciudades de Europa. Durante los siguientes tres años Échassiers reportó ganancias y comenzó a ganar notoriedad al atraer, por ejemplo, hasta veinticinco mil espectadores a uno de sus espectáculos.
En 1984 se organizaron en el país varios eventos culturales para conmemorar el 450° aniversario de la llegada de Jacques Cartier a Canadá. Laliberté aprovechó la ocasión para solicitar a René Lévesque, el entonces primer ministro de Quebec, fondos para el establecimiento de un circo que tuviera presencia internacional. Lévesque accedió a su petición, y entre 1984 y 1985 Échassiers llegó a once ciudades de la provincia con una nueva edición de Fête Foraine denominada Le Grand Tour du Cirque du Soleil. Laliberté concibió la expresión «Cirque du Soleil» —«circo del sol»— mientras contemplaba una puesta de sol en Hawái y vinculó su significado simbólico de «juventud, energía, fuerza» con el concepto que quería transmitir con los espectáculos de la nueva empresa. Fue en este período que Cirque du Soleil contrató a Guy Caron, fundador de la Escuela Nacional de Circo de Montreal, para que fuera el director artístico de sus espectáculos.

### 1985-1990: primeros espectáculos y presentación en Estados Unidos y Europa
La influencia de Caron en los siguientes espectáculos se hizo especialmente evidente con la incorporación de melodías emotivas y el desarrollo de una trama como hilo conductor de los actos circenses, esto último inspirado en el Gran Circo de Moscú. De igual manera, junto con Laliberté, definió que la esencia de Cirque du Soleil sería la interpretación de los artistas. Se decidió evitar el uso de animales que pudieran distraer al público.

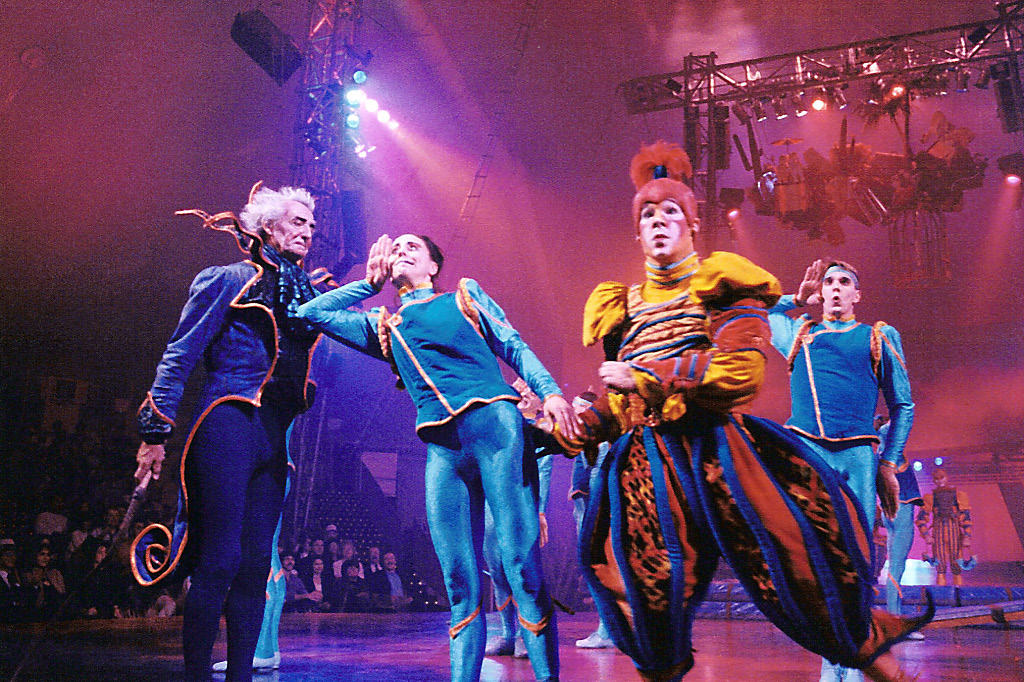
Artistas de Circo del sol durante una función de Nouvelle Expérience en Las Vegas, en 1994

Tras visitar varias ciudades de Quebec en 1985 inicialmente con una carpa con capacidad para 800 personas, la empresa llevó por primera vez su espectáculo ambulante fuera de la provincia y estuvo presente en Ottawa, Toronto y las Cataratas del Niágara. Para entonces el nombre de la exhibición se había reducido solamente a Cirque du Soleil, nombre que la compañía adoptó luego como denominación. Su siguiente producción, La Magie continue, dirigida por Franco Dragone, incorporó técnicas de la comedia del arte. Para este espectáculo, la producción visitó Vancouver y utilizó una nueva carpa para 1500 personas. Ese mismo año, en 1986, participó en la Exposición Internacional de Vancouver e hizo su primera petición al gobierno de China con la finalidad de solicitar a algunos de sus mejores acróbatas para que formaran parte de sus siguientes espectáculos. No obstante, la situación financiera de la empresa era precaria y sus ingresos eran insuficientes inclusive para darle una mayor promoción a sus espectáculos. Fue gracias a la concesión de fondos adicionales por parte del gobierno canadiense que la empresa pudo continuar operativa a finales de esa década.
En 1987, Cirque du Soleil salió por primera vez de su país de origen e invirtió todos sus recursos para visitar Estados Unidos con Le Cirque réinventé en Los Angeles Art Festival. Tras su estreno, el público asistente elogió la producción, catalogada como «dramática, emocional, ocasionalmente lenta y sumamente teatral», en contraste con el estadounidense Ringling Brothers and Barnum & Bailey Circus. Dicha producción le valió a Cirque un premio Emmy en la categoría de «evento especial sobresaliente» de ese año, así como otros reconocimientos que incluyeron un Rose d'Or. Su éxito marcó un hito en la historia de la empresa al permitirle desarrollar un nuevo modelo de negocio y extender su popularidad, al grado de que The Walt Disney Company y Columbia Pictures se mostraron interesadas en la adquisición del circo, aunque Laliberté declinó sus propuestas.
Posteriormente el circo se presentó en las ciudades de San Diego y Santa Mónica, además de tener una aparición en los Juegos Olímpicos de Calgary de 1988. En 1990 su gira internacional pasó por las ciudades de Londres y París. Para su cuarto espectáculo, Nouvelle Expérience, la empresa adquirió una carpa con capacidad para 2500 personas y gozó de un notable éxito comercial y crítico, además de ser la primera producción de Cirque estrenada en Las Vegas. En su reseña, Los Angeles Times destacó el vestuario de este espectáculo y lo comparó con «ilustraciones brillantes de un libro infantil de cuentos de hadas espeluznantes», además de calificar su música como «alegre y estimulante como acompañamiento de los sucesos que acontecen en el escenario».

### 1991-2000: décimo aniversario y consolidación del circo
En mayo de 1992 se presentaron por primera vez en Japón con la producción Fascination, exclusiva para este país, con actos de sus espectáculos pasados y que les permitió visitar ocho ciudades del país durante cuatro meses. Para su estreno en Suiza se hicieron acompañar de la compañía Circus Knie y estuvieron presentes en varias decenas de localidades. Para entonces Cirque vendía aproximadamente medio millón de entradas al año como resultado de sus distintos espectáculos itinerantes.
El éxito comercial y crítico conseguido hasta entonces se consolidó con el resto de producciones de los años 1990 como Saltimbanco, Mystère, Alegría y Quidam. Hasta 1992, las producciones de Cirque consistían en la sucesión de diferentes actos que involucraban a magos, payasos, acróbatas y comediantes. Saltimbanco, estrenado ese año y dirigido por Dragone, pasó a ser el primer espectáculo con una trama como hilo conductor de sus actos. En opinión de Kevin Kelly, editor del diario estadounidense The Boston Globe: «Como obra de teatro es impecable. Como función de circo, es extraordinaria». La ABC Radio Brisbane detalló a su vez: «Decididamente barroco en su vocabulario visual, el ecléctico reparto de personajes de Saltimbanco conduce a los espectadores a un mundo fantástico y de ensueño donde la diversidad es un motivo para la esperanza. La experiencia técnica y el diseño extravagante se entrelazan con vestuarios espectaculares, iluminación impresionante, humor y música en vivo encantadora».

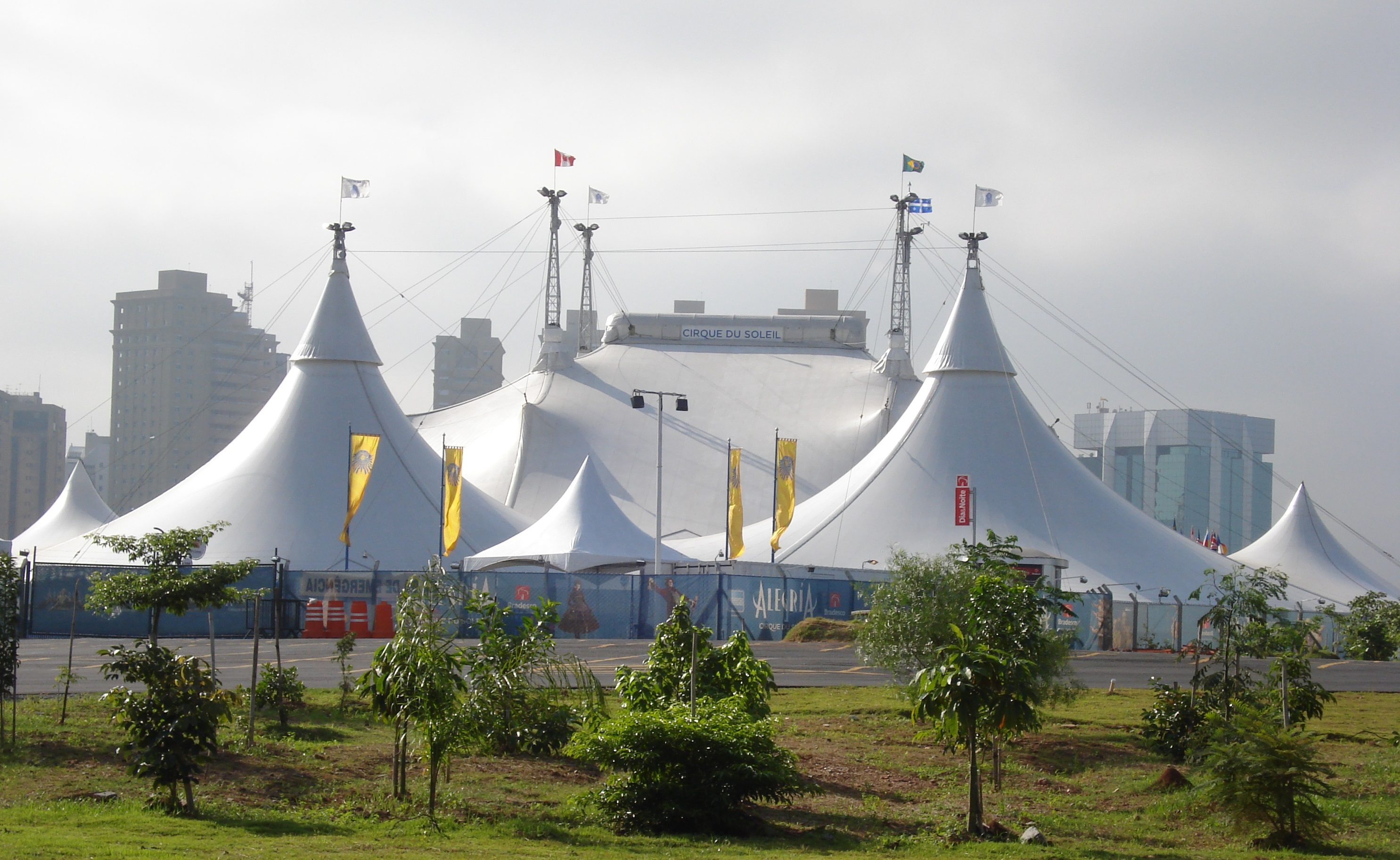
Carpa utilizada para la presentación de Alegría en São Paulo, Brasil, en 2008.

En 1993 Laliberté firmó un contrato de diez años con el empresario estadounidense Steve Wynn, propietario del Treasure Island Hotel and Casino ubicado en Las Vegas, para acordar la producción de Mystère, el primer espectáculo permanente de Cirque du Soleil, lo cual habría de requerir asimismo la construcción de una estructura de 1525 asientos con un costo de 20 millones USD en dicho hotel. La intención original era que este espectáculo se presentara en el Caesars Palace y tuviera una trama basada en las mitologías griega y romana, sin embargo los propietarios del casino rechazaron la propuesta al considerarla «muy arriesgada y esotérica para un lugar como Las Vegas». Al respecto, Michel Crête —diseñador de set de Mystère— comentó que «Las Vegas... todavía estaba muy influenciada por Folies Bergère, con las bufandas, boas de plumas, etc. Había una cultura europea, curiosamente, no una estadounidense. Los que abrieron las puertas para algo novedoso fueron Siegfried & Roy. Ellos fueron los primeros en apartarse del concepto Folies Bergère». En cuanto a la repercusión de este espectáculo en la historia de la empresa, Laliberté explicó que «Mystère nos dio un nivel completamente distinto de reconocimiento en la industria [...] Nos aportó capital, exhibición y credibilidad». En 2004 se estimó que Mystère y los otros espectáculos permanentes de Cirque du Soleil producidos hasta ese momento atraían en conjunto a 9000 espectadores cada noche, un 5% del total de visitantes de Las Vegas.
Estrenada en 1994, Alegría conmemoró el décimo aniversario de la fundación de Cirque du Soleil, y estuvo disponible hasta diciembre de 2013, tras llegar a 250 ciudades y catorce millones de espectadores. Su banda sonora, distribuida a partir de ese mismo año, fue uno de los álbumes más vendidos en 1995 y la canción del mismo nombre resultó nominada en los premios Grammy del año siguiente. Al año siguiente, por solicitud del gobierno de Canadá, se produjo un espectáculo exclusivo para la cumbre anual del G-7, celebrada en Halifax, y en 1996 Quidam dio su primera función. Para el rotativo británico The Independent, aunque este posee algunos momentos divertidos para el público, la mayoría del espectáculo «[tiene un] tono espeluznante, aunque entretenido a su manera».

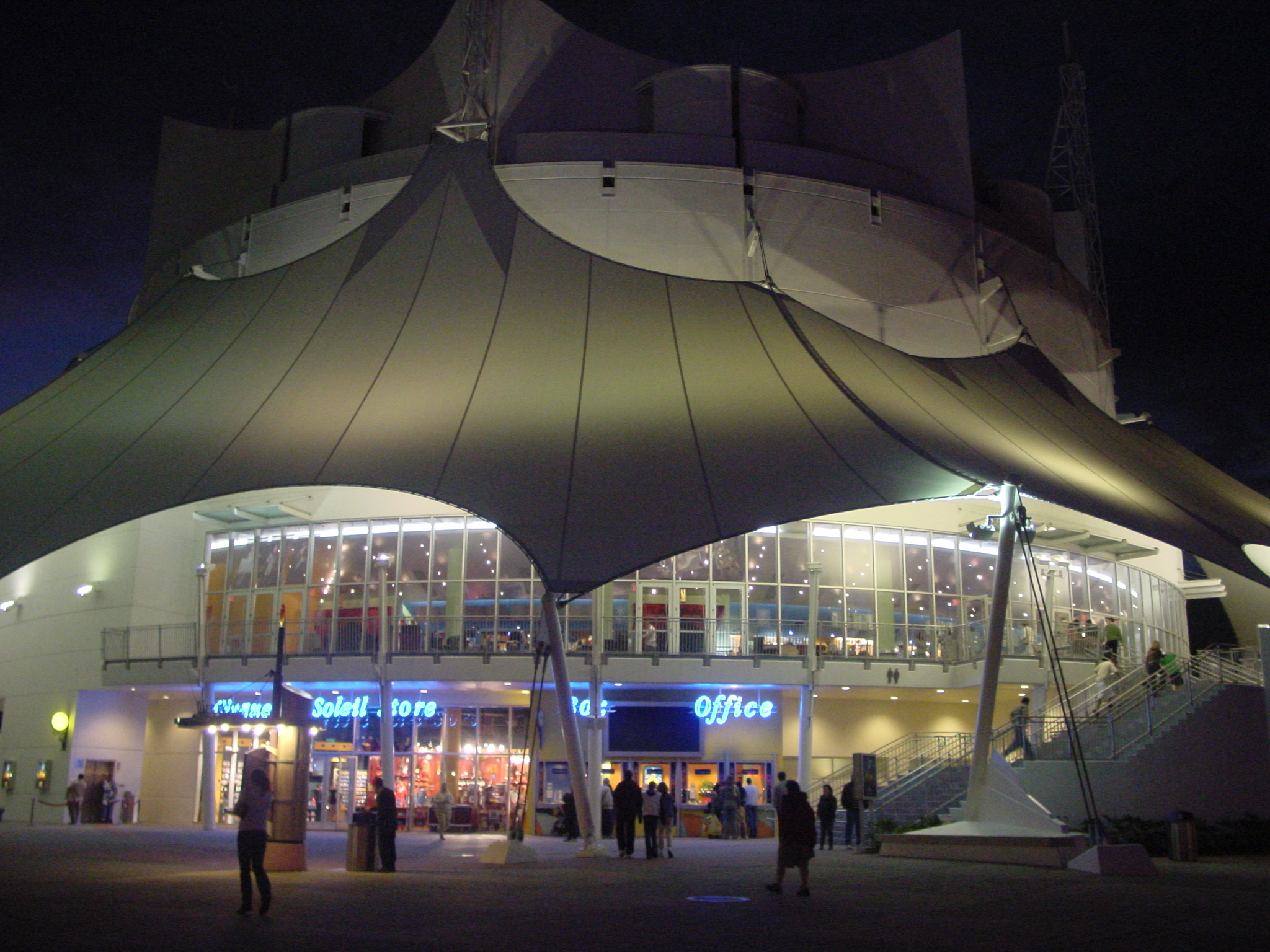
Vista exterior del edificio para La Nouba, en Walt Disney World Resort

En 1997 se inauguraron las oficinas internacionales Le Studio, en Montreal, y al año siguiente se estrenaron los espectáculos permanentes O y La Nouba, en el hotel y casino Bellagio de Las Vegas, y en Walt Disney World Resort respectivamente. Para O se construyó una piscina con capacidad de 1,5 millones de galones de agua así como un set reminiscente de un teatro de ópera del siglo XIV con capacidad para 1500 personas. Se hizo acreedor en 1999 al premio THEA concedido por la Themed Entertainment Association además de haber sido considerado como la «mejor producción de espectáculo» entre 1999 y 2005 por el periódico Las Vegas Review-Journal. Por otro lado, el escenario de La Nouba fue diseñado por el equipo Walt Disney Imagineering en conjunto con la firma arquitectónica Rockwell Group. En su reseña del espectáculo, el diario Orlando Sentinel destacó que «sus hazañas se combinan con momentos bellamente escenificados por el escritor y director Franco Dragone. La sombra de una artista en la cuerda floja se desliza por todo el escenario, el peculiar personaje de Green Bird se alza entre las estrellas, y la audaz música de Benoît Jutras le añade diversión y drama». En 1999 se estrenó una nueva exhibición itinerante, Dralion, cuya temática principal aborda las artes acrobáticas chinas. La revista estadounidense Variety lo catalogó como uno sus «programas más robustos y divertidos».

### 2000-2010: incursión en cine, televisión y mercado para adultos
A principios de los años 2000, Cirque irrumpió en el mundo del cine y de la televisión con la película Journey of Man, estrenada en formato IMAX en el año 2000; y la serie televisiva Cirque du Soleil Fire Within, emitida en Estados Unidos y Canadá en 2002. En cuanto al mercado hispanohablante, Cirque du Soleil se presentó por primera vez en España y México con Alegría, y en Argentina con Saltimbanco en 1998, 2002 y 2006, respectivamente. En 2002 se lanzó el espectáculo itinerante Varekai, que impuso un nuevo récord para la empresa al venderse más de 180 000 entradas para su presentación en Montreal. El sitio web inglés Thestage.co.uk destacó su «elevada calidad de producción, aunque son las increíbles proezas de fuerza y destreza las que acaparan todo el protagonismo». Al año siguiente se estrenó en el New York-New York Hotel & Casino el evento residente Zumanity, dirigido a un mercado más adulto por su temática cabaretera y erótica.
Como parte de la conmemoración del vigésimo aniversario de Cirque du Soleil, en 2004 se publicó el libro 20 years under the sun, que narra la historia de la organización hasta ese año, además de presentarse por primera vez el espectáculo residente Ká en el MGM Grand Las Vegas, catalogado por Los Angeles Times como «[uno de los eventos] más espléndidos en la historia del teatro occidental, y seguramente el más avanzado tecnológicamente» así como «uno de los intentos para redefinir la fórmula de Cirque du Soleil [que consta] de osadas acrobacias y bufonería sofisticada en escenarios misteriosos y visualmente impresionantes; [y explorar] las posibilidades que ofrece el teatro en sí mismo». De acuerdo con estimaciones de la propia empresa, ese año casi quince millones de personas habían presenciado algún espectáculo de la empresa.
En 2005 Cirque organizó la ceremonia de apertura del Campeonato Mundial de Natación de 2005, llevado a cabo en Montreal y al año siguiente estrenó la producción Delirium, realizada junto con Live Nation y consistente en material multimedia y actuaciones circenses acompañados de música original de la empresa. Se trató de la primera ocasión en que Cirque adaptó uno de sus espectáculos a un formato de arena itinerante, y durante sus dos años de realización recorrió varias ciudades de Estados Unidos y Europa, además de ser uno de los tour mundiales con mayores ingresos en 2007, de acuerdo con Billboard. En 2005 también se estrenó Corteo, exhibición itinerante que estableció un nuevo récord de ingresos para Cirque al vender más de 200 000 entradas para su estreno en Montreal. Mediante un acuerdo con Apple Corps, en 2006 se produjo un nuevo espectáculo residente en el hotel y casino The Mirage para rendir homenaje a la música de la banda inglesa The Beatles. El evento, denominado Love, cuenta también con una banda sonora y un documental sobre el proceso de realización del mismo, All Together Now, estrenado en 2008.
En abril de 2006 fue publicado el libro Cirque du Soleil - The Spark: Igniting the Creative Fire That Lives Within Us All, escrito por John Bacon acerca del proceso creativo y la formación de los artistas que participan en los espectáculos de la compañía. Al año siguiente, en 2007, Cirque du Soleil participó en el Super Bowl XLI de Miami, Florida. También se estrenaron el itinerante Koozå, escrito y dirigido por David Shiner, que anteriormente había trabajado como payaso en Nouvelle Expérience así como en el suizo Circus Knie y el alemán Circus Roncalli; y el residente Wintuk en el Madison Square Garden de Nueva York, dirigido a un público familiar y con una temática navideña. A mediados de este año la desarrolladora de bienes raíces Nakheel firmó un acuerdo con Cirque du Solei para la realización de un espectáculo residente en Palm Jumeirah, Dubái.
En 2008 Cirque produjo por primera vez tres espectáculos permanentes de forma simultánea —Zaia en el casino chino The Venetian; Criss Angel Believe en Las Vegas; y Zed en el parque japonés Tokyo Disney Resort— y participaron en un evento para conmemorar el 400° aniversario de Quebec. En agosto de este año Nakheel y la inversora Istithmar World, de Dubai World adquirieron un 20% de las acciones de Cirque du Soleil. En 2009 se estrenaron tres nuevas exhibiciones: Ovo, «si bien es espléndidamente espectacular, cada uno de sus doce actos, todos excepcionales, funcionan como una entidad creativa y detallada aun cuando forman parte de un espectáculo orgánico» de acuerdo con el periódico australiano Herald Sun; Banana Shpeel, un evento itinerante inspirado en el género teatral vodevil, aunque en general tuvo malas reseñas y solamente estuvo disponible hasta 2010; y el residente Viva Elvis en Las Vegas Strip que tampoco tuvo buenos ingresos y solamente duró hasta 2012. El último espectáculo estrenado en los años 2000 fue Totem, que obtuvo un galardón Drama Desk Award en la categoría de «experiencia teatral única».

### 2011-2020: tragedias, espectáculos basados en celebridades y crisis por pandemia de COVID-19
Entre 2011 y 2014 Cirque produjo Michael Jackson: The Immortal World Tour con el cual llevó a cabo una gira por 28 países diferentes y que le generó ingresos por 360 millones USD. Hasta su conclusión, era la octava gira musical más recaudadora de todos los tiempos. Además, el espectáculo se hizo acompañar de la banda sonora Immortal, disponible a partir de ese mismo año y distribuida por Epic Records. A mediados de 2013, la compañía realizó otra producción para Las Vegas basada en Michael Jackson y titulada Michael Jackson: One, una exhibición residente a diferencia de su itinerante predecesora.

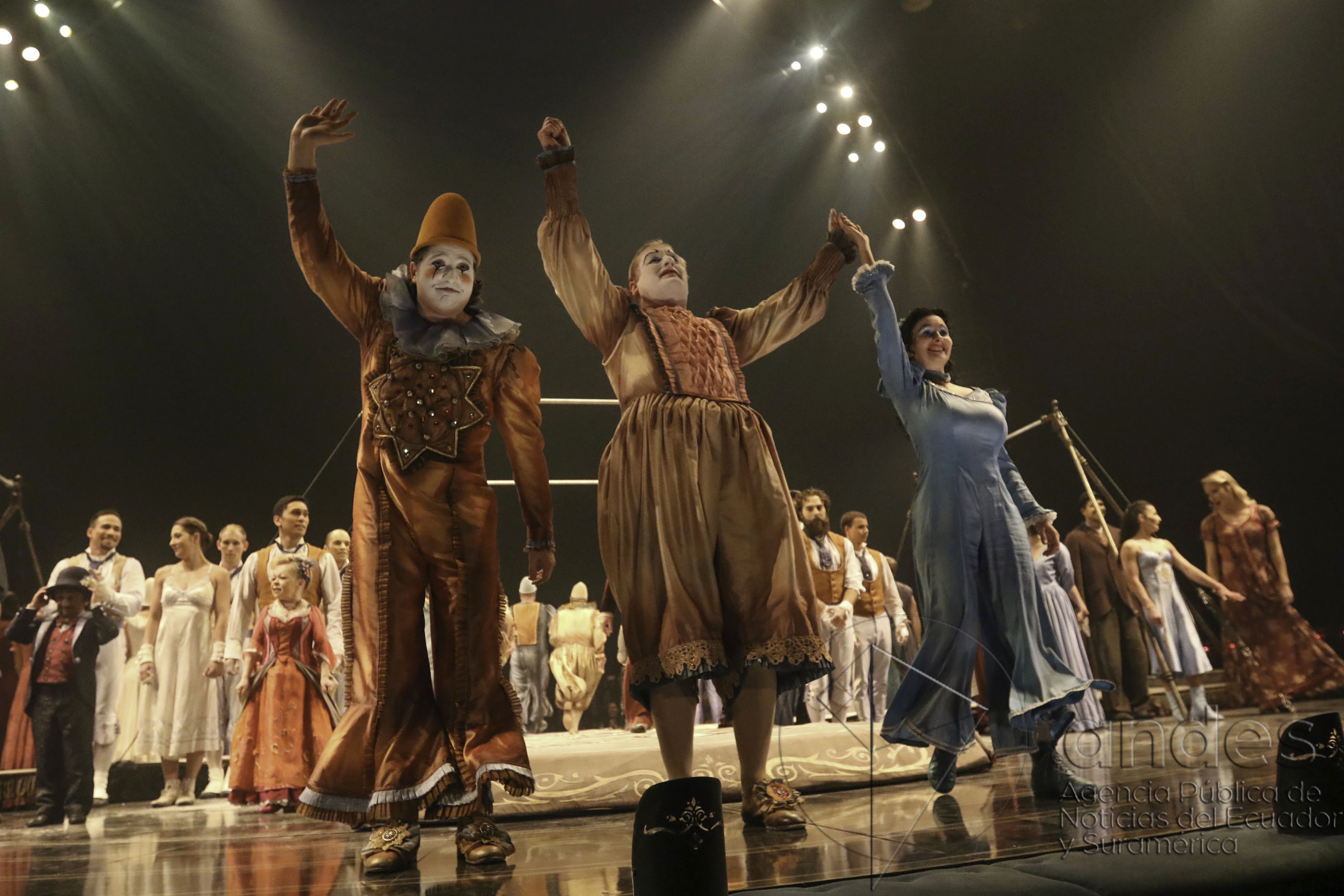
Una de las escenas de Corteo, espectáculo presentado por primera vez en 2005.

Como ocurriera con Banana Shpeel y Viva Elvis, el espectáculo Iris tuvo una breve duración debido a bajas ventas en comparación con las otras producciones realizadas simultáneamente por Cirque du Soleil. Estrenada en 2011 y con costos ascendentes a 100 millones USD para la remodelación del Dolby Theatre en donde estuvo presentándose, la última función de Iris se llevó a cabo en enero de 2013. Ese año también se presentó por primera vez Zarkana, escrita y dirigida por François Girard, que en su primer año llegó a las ciudades de Nueva York, Madrid y Moscú, y luego fue adaptado como espectáculo residente en Las Vegas. Diane Paulus escribió y dirigió la siguiente producción de la compañía, Amaluna, estrenada en 2012. En general, tuvo una recepción crítica negativa; de acuerdo con el rotativo inglés The Guardian: «[Amaluna es] una versión acrobática libre de La tempestad sexualizada y emocionalmente vacía, que degrada al circo a emociones fortuitas». De forma similar, The Daily Telegraph consideró que no posee la calidad de las anteriores producciones del circo, dando a entender que «Cirque du Soleil sufre de una crisis de identidad». A finales de 2012 la empresa llegó a un acuerdo con la empresa Bell Media para desarrollar contenido televisivo, cinematográfico, digital y para videojuegos, y al año siguiente, se vio envuelta en controversia debido a la muerte de una acróbata francesa durante una función en las Vegas, tras caer desde una altura mayor a veinticinco metros. Se trató de la primera tragedia que involucró a uno de sus empleados durante el desarrollo de un espectáculo. Esta situación volvió a repetirse en marzo de 2018, cuando otro acróbata falleció después de caer al escenario durante una acrobacía a cierta altura como parte del espectáculo Volta. Como resultado, se cancelaron las dos funciones del espectáculo que se realizarían en Tampa, Florida al día siguiente.
Entre 2014 y 2015 se estrenaron tres nuevas exhibiciones: Kurios, creada y dirigida por Michel Laprise, que con sus elementos de steampunk ha sido catalogada como una de las mejores producciones de Cirque en esta década; Joyà, el primer espectáculo residente para el mercado hispanoamericano, producido para un complejo turístico en la Riviera Maya de México; y Toruk - el primer vuelo, inspirado en el filme Avatar del cineasta James Cameron. Mediante un acuerdo con el gobierno de México, Cirque produjo un nuevo espectáculo itinerante basado en la cultura mexicana y denominado Luzia, cuyas primeras funciones se llevaron a cabo en 2016. Ese mismo año la compañía circense estrenó su primer musical, Paramour, bajo la dirección de Philippe Decouflé, y a principios de 2017 produjo la itinerante Sép7imo Día - No Descansaré, inspirado en el repertorio musical de la agrupación argentina Soda Stereo. Las siguientes producciones de Cirque en este año marcaron un hito en la historia de la organización: Volta, cuya temática trata sobre los deportes extremos, acompañada de una musicalización electropop y un entorno futurista; y Crystal, el primer espectáculo de Cirque de patinaje sobre hielo. A finales del mismo año se estrenó el evento itinerante Bazzar, la primera producción de la empresa destinada para el mercado hindú, cuyo contenido versa sobre elementos espirituales y la práctica del yoga, bajo la dirección de Susan Gaudreau. De igual manera, para este evento se recurrió a una nueva carpa de alrededor de 19 metros de altura y 41 m de diámetro.
En 2019 se estrenaron tres espectáculos itinerantes: Alegría: In a New Light —una reinvención de la edición original estrenada en 1994, cuya dirección creativa está a cargo de Daniel Ross y que se espera que se presente durante cuatro años—; la producción sobre hielo Axel; y Messi 10 —inspirado en el futbolista argentino Lionel Messi y dirigido por el coreógrafo Mukhtar O.S. Mukhtar, que además cuenta con una atracción temática para los asistentes—. En el caso del último, contó con más de cien mil asistentes en sus primeros dos meses de exhibición.Asimismo, este año se produjeron tres eventos residentes: X (The Land of Fantasy), el primero de esta categoría en China, producido en coordinación con Hangzhou Xintiandi Group; R.U.N, una de las producciones más costosas de Cirque con una inversión estimada de 62 millones USD, y en cuya trama colaboró Robert Rodriguez; y Twas the Night Before, un «entretenimiento sofisticado que también debería funcionar bien para los preadolescentes e incluso los cínicos adolescentes, principalmente por una paleta de diseño genial y una banda sonora muy interesante que combina la música tradicional de Navidad de una forma muy contemporánea» en el Chicago Theatre. En marzo de 2020 Cirque rescindió temporalmente los contratos del 95% de su personal debido a la pandemia de enfermedad por COVID-19, que ocasionó también la suspensión indefinida de sus espectáculos y producciones vigentes hasta ese momento. El 29 de junio del mismo año solicitó el apoyo de la Companies' Creditors Arrangement Act para la reestructuración operativa de la compañía y evitar la quiebra. De acuerdo con Lamarre: «Espero reconstruir nuestras operaciones y unirnos para crear una vez más el espectáculo mágico que es el Cirque du Soleil para nuestros millones de fanáticos en todo el mundo».

## Espectáculos

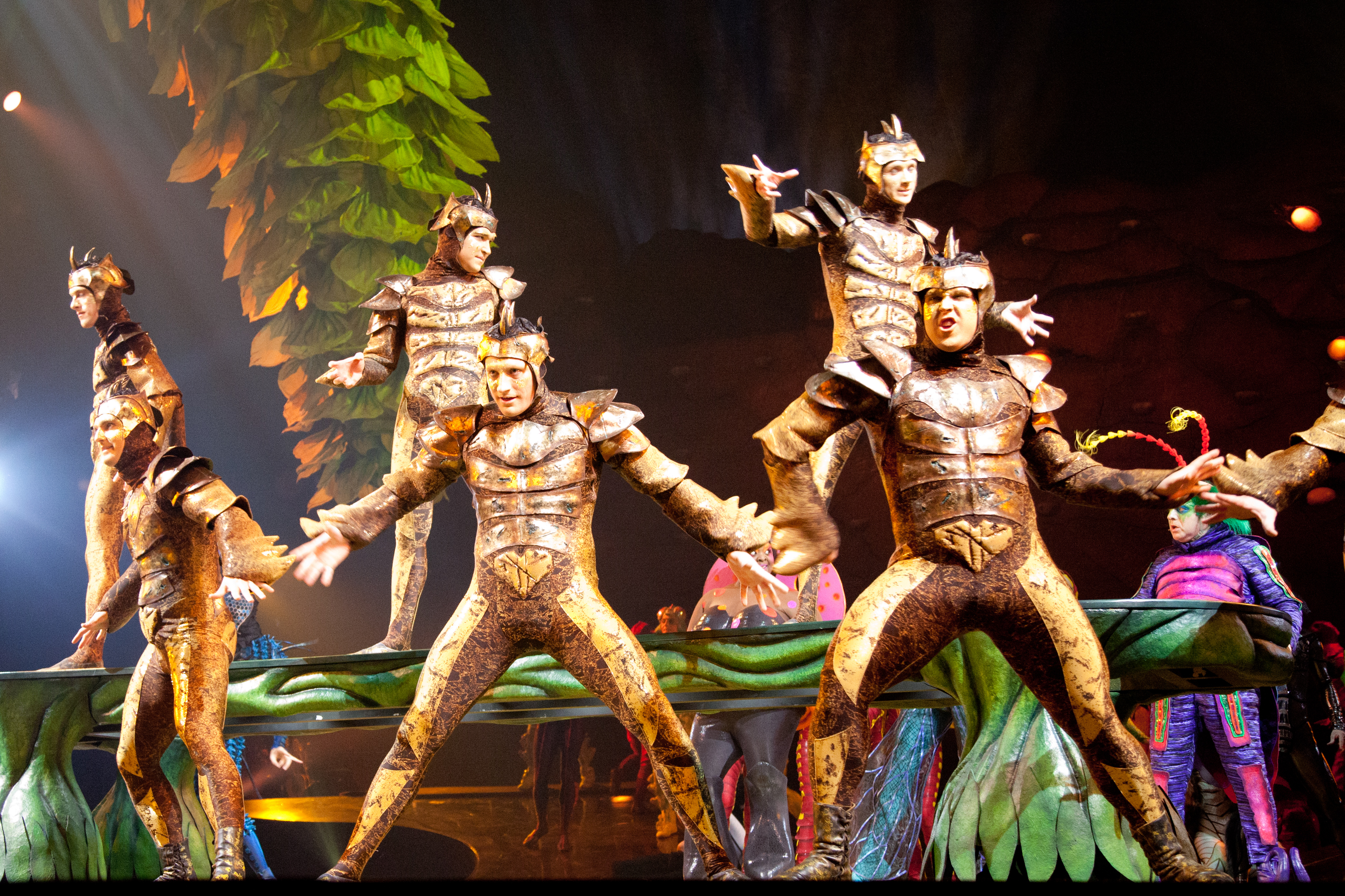
Fotografía de una de las funciones de Ovo en 2011.

Los espectáculos de Cirque du Soleil constan de música, danza y actos circenses que incluyen generalmente contorsionismo, danza aérea, malabarismo y acrobacias y gimnasia sobre trapecios, alambres o cuerdas, trampolines, entre otros, los cuales tienen una trama como hilo conductor de la producción. Cirque produjo su primera exhibición, Le Grand Tour du Cirque du Soleil, en 1984 y usó una carpa para albergar a una audiencia de hasta 800 personas. Al principio se tenía pensado que cada espectáculo se llevara a cabo en una carpa y tuviera una duración de hasta cuatro años antes de ser retirado. Sin embargo, tras su presentación en Estados Unidos y la creación de nuevos espectáculos residentes, el modelo de negocios evolucionó para considerar la producción de múltiples eventos simultáneos en distintas ciudades del mundo. La mayoría de sus exhibiciones son ambulantes y llegan a varios países, ya sea en formato de carpa o arena, y normalmente son estrenadas en Montreal y algunas ciudades de Estados Unidos, y existen también varias producciones fijas que son realizadas por lo general en un proscenio de algún hotel, casino o parque temático. Cada uno tiene una duración promedio de dos horas que suelen incluir un período de descanso, aunque los eventos residentes llegan a extenderse por 90 minutos. Algunos directores habituales de sus espectáculos han sido Franco Dragone —responsable de todas las producciones de Cirque entre 1984 y 1998—, Dominic Champagne, Robert Lepage, Guy Caron, Roger Parent, René Richard Cyr y Daniele Finzi Pasca. 
Cada año son realizados al menos 270 espectáculos en todo el mundo, y los eventos residentes son los que se realizan con mayor frecuencia. Además de su repertorio principal de exhibiciones, es común que Cirque produzca otras alternativas para conmemorar algún evento especial, por ejemplo su actuación en la gala de entrega de los premios Óscar de 2002; los eventos Midnight Sun en Montreal, para celebrar el 20° aniversario de la empresa y el 25° del Festival Internacional de Jazz de Montreal en 2004; la exhibición acuática Reflections in Blue para la apertura del Campeonato Mundial de Natación de 2005; su participación en el Super Bowl XLI; la ceremonia de apertura de la Copa Mundial Femenina de Fútbol Sub-17 de 2012; y el espectáculo Michael Jackson: One en Las Vegas, en homenaje al cantante Michael Jackson, entre otros.

## Otros productos y servicios
Si bien el giro principal de Cirque du Soleil es la producción y difusión de espectáculos circenses, a partir de 2014 comenzó a diversificar sus áreas de interés, para lo cual estableció distintas subsidiarias como 45 Degrees, que presta servicios externos de producción de espectáculos para eventos públicos y privados; Cirque du Soleil Theatrical, a cargo de producciones para Broadway y West End; Outbox, que ofrece una herramienta para el procesamiento y venta de tickets; y 4U2C, para la producción de entornos multimedia para eventos. A finales de 1999, Cirque du Soleil en asociación con la Escuela Nacional de Circo de Montreal y otras varias instituciones dedicadas a la difusión del arte circense en Canadá, estableció la organización TOHU cuya misión es «contribuir al desarrollo cultural, social y económico de Saint-Michel en Montreal». Esto le ha ayudado a incursionar en otros ámbitos relacionados con el circo. A partir de 2018, 45 Degrees está a cargo del departamento de producción de Cirque, tras fusionarse con la división interna C-Lab cuya responsabilidad recaía en el desarrollo creativo de los espectáculos. Su nueva denominación es Cirque du Soleil Events + Experiences.

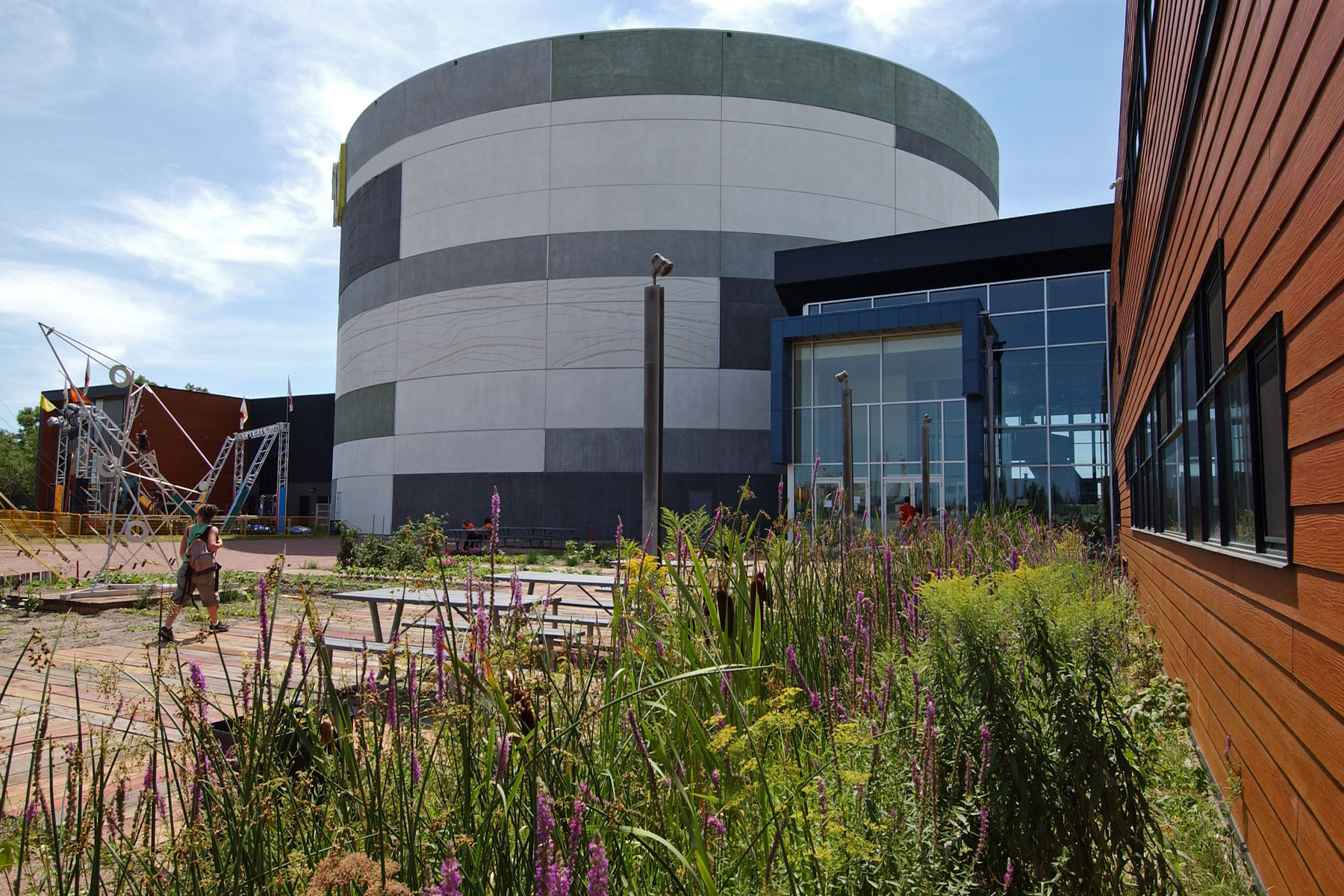
Exterior de la sede de la organización TOHU, en Montreal.

Algunos de sus proyectos alternativos son Cirque du Monde, un programa social que busca el apoyo e inclusión mediante técnicas circenses de jóvenes de todo el mundo que están en situación de marginación; Safewalls, un movimiento artístico anual en que se comisiona a artistas lowbrow para crear carteles inspirados en los espectáculos de Cirque du Soleil y que integran una colección que se exhibe en distintas ciudades del mundo; Parade: The Collective, una colección de ilustraciones, esculturas, pinturas y tecnología animatrónica diseñados por empleados de Cirque; la colección de prendas y accesorios Desigual inspired by Cirque du Soleil en colaboración con la empresa española Desigual; la extensión Movi.Kanti.Revo de Google Chrome que permite al usuario interactuar con imágenes de los espectáculos de la empresa; Blue Man Group, VStar Entertainment, The Illusionists y The Works Entertainment, los cuales adquirió entre 2017 y 2019 para producir nuevos espectáculos; y un parque temático a ser inaugurado en Nuevo Vallarta, México en 2020. Hasta 2015, cuando TPG Capital anunció el cese de la participación de Cirque en dicho ámbito, la empresa también contaba con inversiones en clubes nocturnos de Las Vegas.
Las diversas colaboraciones de Cirque du Soleil con otras empresas y organizaciones han dado lugar a otros productos y servicios, como es el caso de los programas televisivos Luna Petunia con Saban Capital Group que comenzó a transmitirse en Netflix en 2016; The Wiz Live!, difundido por la cadena NBC en 2015 y consistente en una adaptación del musical The Wiz de 1975, y la producción infantil Big Top Academy transmitida por TVOntario en 2018; las aplicaciones de realidad virtual realizadas con el estudio Felix & Paul que permiten al usuario interactuar con cinemáticas de algunos de sus espectáculos; la atracción NFL Experience Times Square en Nueva York, producida con la National Football League e inaugurada en 2017; la serie de espectáculos para cruceros Cirque du Soleil at Sea de la empresa MSC Crociere; y las actuaciones en el Mediterranean Conference Centre como parte de un convenio con la Malta Tourism Authority celebrado en 2019; entre otros. Cabe señalar además que, desde mediados de los años 1990, existen productos exclusivos relacionados con los espectáculos, que incluyen ropa, accesorios y otra miscelánea.

## Organización

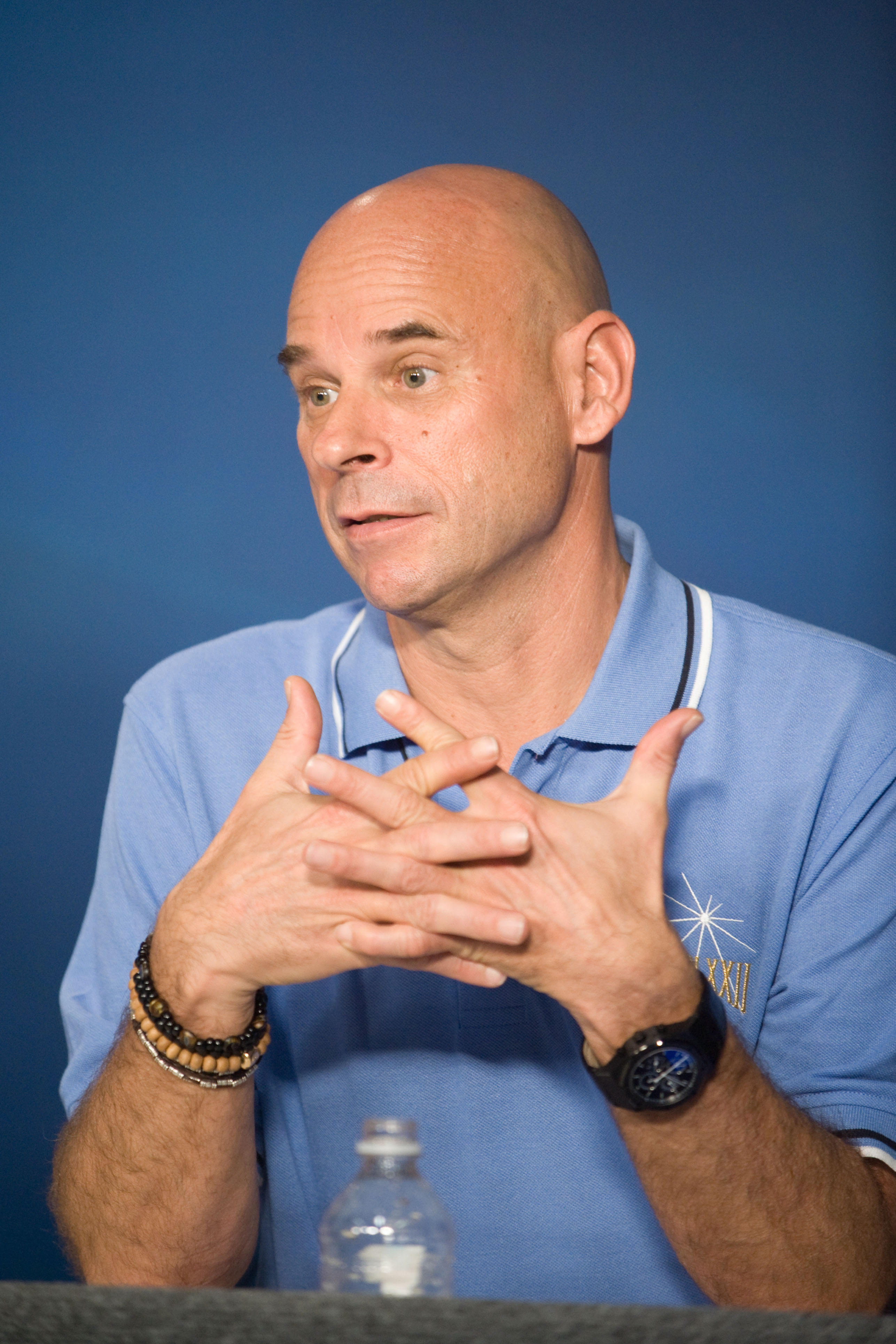
Guy Laliberté en 2009.

Las sedes internacionales fueron diseñadas por los arquitectos Dan S. Hanganu y Éric Gauthier, e inauguradas en febrero de 1997. Están ubicadas en la avenida 2E Avenue, en el Complejo Ambiental de Saint-Michel, un proyecto de desarrollo urbano ubicado en Montreal, Canadá. Además de las oficinas administrativas, las sedes albergan una división encargada de analizar el desarrollo de mobiliario y acrobacias innovadoras en la industria circense, así como varios estudios para el acondicionamiento físico de los acróbatas; así como un área responsable del diseño y confección de los vestuarios y el calzado que utilizan los acróbatas y actores de sus espectáculos. A partir de 2003 las sedes incorporaron un edificio que sirve como residencia temporal para los nuevos empleados durante su período de entrenamiento físico. El logotipo original de la empresa fue creado en 1984 por Josée Bélanger y está inspirado en la carta del tarot que representa al sol. A finales de 2017, se dieron conocer nuevos logotipos y a «Cirque du Soleil Entertainment Group» como la nueva razón social del corporativo.
Entre 2008 y 2015 Dubai World tuvo un 10% de las acciones de Cirque du Soleil, aunque en este último año vendió su participación. La estructura accionaria se vio modificada una vez más cuando Laliberté vendió la mayoría de las acciones de Cirque du Soleil: alrededor del 60% quedó en posesión de la estadounidense TPG Capital, y el resto fue repartido entre la inversionista china Fosun, la canadiense Caisse de dépôt et placement du Québec —con un 20% y 10%, respectivamente— y Laliberté —con un 10% de participación—. En febrero de 2020, Caisse de dépôt et placement du Québec adquirió las acciones de Laliberté y aumentó su participación a un 20% de forma equiparable a Fosun. Entre 1990 y 2000 Gauthier asumió la presidencia de Cirque du Soleil, y en 2001 fue sustituido por Daniel Lamarre, que desde entonces también es su director ejecutivo. A su vez, el cofundador Ste-Croix estuvo a cargo de la dirección creativa de los espectáculos de la empresa a lo largo de la década de 1990, y desde 2006 es consultor creativo junto con Laliberté. Tras vender su participación accionaria en 2020, Laliberté continúa involucrado como asesor para el desarrollo creativo de los espectáculos. Algunas figuras creativas de Cirque son Welby Altidor, Guy Caron, Chantal Tremblay y Line Tremblay, directores creativos; y Kevin Antunes, Benoît Jutras, Guy Dubuc y Marc Lessard, Maria Bonzanigo, directores musicales. A partir de 2014 la logística y transporte de las giras de espectáculos corre a cargo de DHL.
La plantilla inicial de Cirque du Soleil en 1984 era de 70 empleados, de los cuales 25 participaban en los espectáculos. Un par de décadas después la cantidad de artistas que trabajaban en el circo ascendió a 675 empleados. Desde entonces existen más de un centenar de ocupaciones distintas en la organización, ocupadas por más de 4500 colaboradores. En cuanto al aspecto financiero, entre 1992 y 2002 Cirque no recibió ningún tipo de subvención pública o privada para su financiación, aunque esta situación cambió en años más recientes y, por ejemplo, en 2019 contaba con una línea crediticia de 120 millones USD proporcionada por Fonds de Solidarité y el Caisse de dépôt et placement du Québec. En 1995 los costos operativos de cada espectáculo rondaban los 2,5 millones USD, mientras que el precio del ticket de admisión era de 41 USD. Más de una década después, en 2011 los costos operativos de un espectáculo residente oscilaban entre 40 y 50 millones USD. Se estima que en 2003 sus ingresos anuales fueron de 500 millones USD, con una utilidad de 100 millones USD. Con motivo de la pandemia de COVID-19, la situación financiera de Cirque se ha visto afectada por la suspensión de sus espectáculos. Esto llevó a sus inversionistas a realizar una aportación de capital de 50 millones USD, mientras que el gobierno de Quebec proporcionó un préstamo de 200 millones USD adicionales. Adicionalmente, se recortó temporalmente a más de 4600 empleados, lo que representó al 95% de la plantilla vigente hasta entonces.

### Tecnología empleada
Para la mayoría de sus espectáculos residentes, Cirque du Soleil ha tenido que construir sets acorde con el concepto o la temática de la exhibición. Por ejemplo, para Love —catalogada como «una de las implementaciones de automatización más complejas en la historia del teatro»— se reconstruyó en menos de un año el set usado en Las Vegas por Siegfried & Roy y para ello la empresa Stage Technologies erigió dos niveles —cada uno con una extensión por lo menos de 25 metros— adicionales al escenario principal donde actúan los acróbatas y actores: un sótano y un piso para los motores, dispositivos y maquinaria necesarios para el desarrollo del espectáculo. El escenario principal es un proscenio en forma de arena circular rodeado por más de 2000 asientos, que posee más de un centenar de ejes de automatización, los cuales son controlados por los programas informáticos eChameleon y Visual Creator, para facilitar el desplazamiento de plataformas, pantallas y otros elementos del set, así como para permitir ciertas acrobacias aéreas durante el espectáculo.
Otro ejemplo es el set de Kà, diseñado por el arquitecto británico Mark Fisher, y consistente en un par de plataformas de considerable extensión, y cinco ascensores y plataformas de menor tamaño colocadas de tal manera que brinda al espectador la sensación de que el escenario flota sobre un vacío. Su intrincado diseño fue galardonado en 2008 por la Themed Entertainment Association con el premio Thea Award en la categoría de «Logo técnico sobresaliente». En el caso de O, se edificó una piscina con capacidad para 1,5 millones de galones de agua, que posee un sistema de comunicación submarino y una serie de reguladores que le permiten a los acróbatas respirar debajo del agua. Para elevar la plataforma sin producir olas, la superficie del escenario tiene miles de diminutos agujeros que permiten el paso del agua. Cabe señalarse que debajo de cada asiento existen calefactores controlados por sensores térmicos que ayudan a mantener una diferencia de temperatura con respecto al escenario principal.
Para el traslado de los sets, equipamiento y utilería empleados en ciertos eventos itinerantes, como es el caso de Bazzar en 2018, la empresa invierte en «villas móviles» conformadas por la carpa principal para el público en general, otra para invitados especiales y una más para la preparación de los artistas; una cocina y oficinas, entre otras unidades. Para el espectáculo citado, se recurrió también a 25 contenedores para transportar el equipo correspondiente. Por lo general, la colocación de la carpa toma ocho días y requiere de un equipo de trabajo que puede llegar a conformarse hasta por un centenar de empleados. La infraestructura incluye el acceso a la carpa, y espacios destinados a los ensayos artísticos y preparación académica de los empleados, así como una cocina.
En el caso del vestuario usado por los acróbatas y actores, cada año se utilizan más de 65 kilómetros de hilo proveniente de distintas regiones del mundo. El área responsable de la fabricación de las vestimentas, en la sede internacional, se ocupa del tratamiento y teñido de los textiles usando técnicas como el baño de tinte, la serigrafía y la pintura a mano. Existen también equipos de analistas que se ocupan de investigar e incorporar otras tecnologías textiles usadas en otras áreas como los deportes acuáticos o la aviación.

### Filosofía de trabajo y temáticas

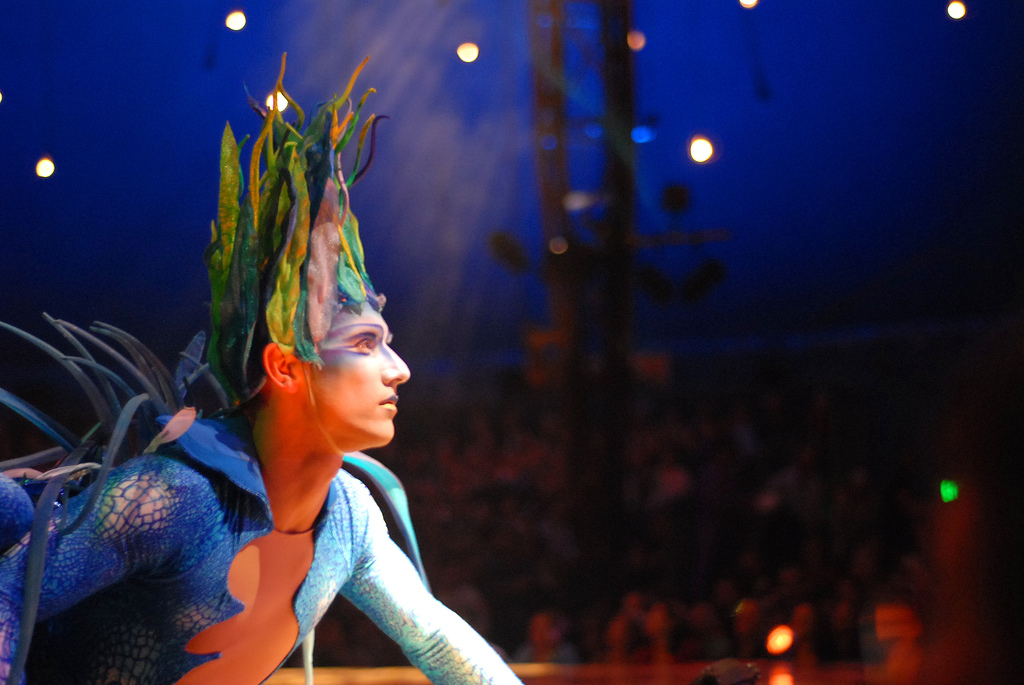
Fotografía de un acróbata en una función de Varekai en Australia, en 2007.

Junto con su remuneración, el personal de Cirque du Soleil se hace acreedor a una serie de prestaciones que incluyen boletos de cortesía para los espectáculos, descuentos en productos de la compañía, gastos cubiertos de transporte y hospedaje durante las giras, y seguros de vida y médicos. Por lo general firman contratos de hasta dos años para cualquiera de sus espectáculos y, antes de su incorporación a las exhibiciones itinerantes o residentes, los acróbatas y empleados que han de participar en los espectáculos deben acudir a las sedes internacionales para participar en sesiones de entrenamiento acrobático de doce horas diarias que suelen prolongarse durante algunas semanas o meses, y que son supervisadas por especialistas en fisioterapia y acondicionamiento físico. La empresa cuenta a su vez con el denominado «Crossroads Program», establecido en 2003 y cuyo objetivo es brindar asesoría y orientación a sus empleados retirados para su vinculación en otras disciplinas no artísticas o programas externos de estudio.
Para cada espectáculo, primeramente se reúne un equipo creativo integrado por un director, un guionista, un coreógrafo y diseñadores de vestuario, iluminación y escenarios, los cuales aportan ideas y sugerencias para eventuales producciones. Una vez que se definen la trama, el presupuesto y la fecha de estreno del espectáculo, comienza la producción del vestuario, los sets —que primero son diseñados por computadora— y la música —que es interpretada en vivo durante los espectáculos—. Normalmente el ciclo de producción de cualquier espectáculo dura tres años, e incluye los procesos de reclutamiento, selección y entrenamiento del personal, difusión del espectáculo en los medios, y la planificación y la logística.

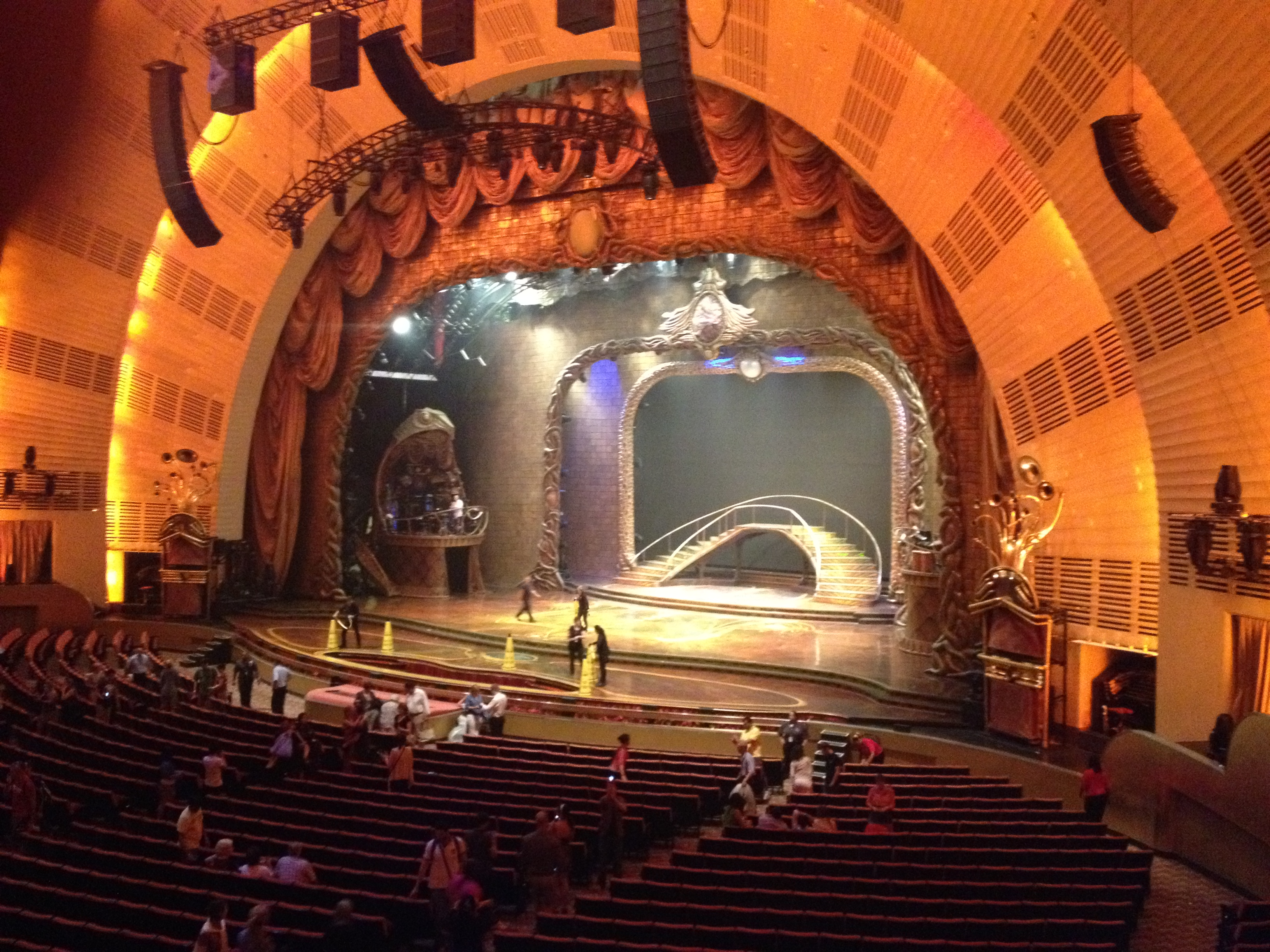
Set de Zarkana en Radio City Music Hall, en 2012.

La etimología de los nombres de varios de sus espectáculos alude a su temática. Por ejemplo, Saltimbanco está «inspirado en el mestizaje de las grandes ciudades y en la vistosidad de sus habitantes» y su nombre proviene de la expresión italiana «saltare in banco»; Dralion debe su nombre a la combinación de los términos «dragón» y «león» que representan al Oriente y al Occidente, y «deriva gran parte de su inspiración de la filosofía oriental con su eterna búsqueda de la armonía entre los seres humanos y la naturaleza»; y Varekai proviene del romaní, que significa «en cualquier lugar» y representa un «tributo acrobático al espíritu nómada, al alma y al arte de la tradición del circo así como a la infinita pasión de los que buscan el camino que lleva a Varekai». Algunos temas que han sido abordados en los espectáculos incluyen los cuatro elementos de la antigüedad (Dralion), los sueños y la felicidad (Alegría); el mito griego de Ícaro; los insectos (Ovo), la sensualidad (Zumanity); y el tarot. Algunas exhibiciones están inspiradas en celebridades, como es el caso de Michael Jackson (Michael Jackson: The Immortal World Tour y Michael Jackson: One), The Beatles (Love), Elvis Presley (Viva Elvis), Soda Stereo (Sép7imo Día - No Descansaré) y Criss Angel (Criss Angel Believe).
Fue a partir de Nouvelle Experience que Cirque du Soleil incorporó la comedia del arte en sus espectáculos. Bajo la dirección de Franco Dragone, la ideología corporativa incluyó el concepto de que «los acróbatas hacen mejor su trabajo cuando no están pensando», y para lograrlo se instruye a los ejecutores a que corran alrededor de la pista hasta quedarse sin aliento antes de llevar a cabo los ensayos de cada espectáculo.

## Impacto
Si bien Cirque du Soleil, la mayor productora teatral del mundo, se caracteriza por sus continuas y creativas producciones de distintas temáticas que le han reportado un notable éxito comercial y crítico, al principio sus fundadores no tenían certeza sobre el impacto que habría de tener la empresa. De acuerdo con Ste-Croix: «No nos lo tomábamos tan en serio [en los primeros espectáculos]. Solo queríamos pasar un buen momento y tratar de vivir de eso. El propósito en ese entonces era sencillo: vive, ama y sé feliz». Pese al limitado presupuesto de sus espectáculos iniciales y a la noción generalizada de que un circo carente de animales o de música con instrumentos de viento difícilmente habría de tener repercusión, hasta 2010 sus espectáculos se habían presentado en más de 300 ciudades de distintos países, eran vistos anualmente por once millones de personas y el margen de los ingresos era de 850 y mil millones USD, con una utilidad operacional de 250 millones USD para la empresa. Además, se considera que Cirque du Soleil logró incursionar con éxito en sitios de recreación que no solían ser vinculados con la cultura o el arte, como fue el caso de Las Vegas y Walt Disney World, y redefinió la industria circense al omitir el uso de animales y, en cambio, brindar espectáculos con música New Age internacional y atletas de clase mundial.

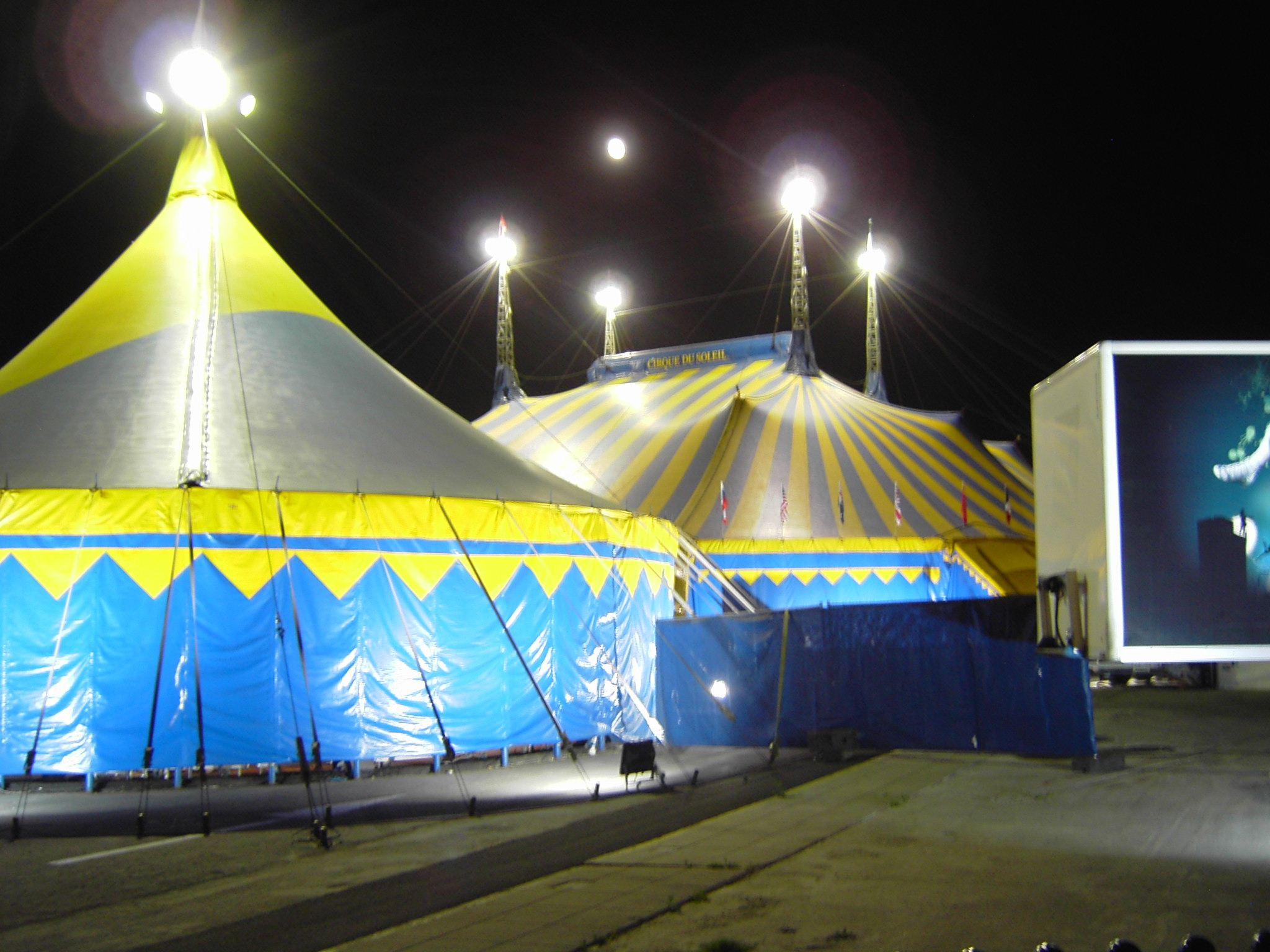
Carpa de Quidam en 2009

De acuerdo con Jeffrey A. Harris en su libro Transformative Entrepreneurs (2012): «Cirque du Soleil desarrolló una curiosa combinación de entretenimiento, música auténtica, coreografía, vestuarios coloridos y fascinantes actos en todo el mundo que mostraban fuerza, balance y movimiento, a veces llegando a interpretar sus actos por encima del público, teniendo como objetivo un público más sofisticado y de mayor nivel que la de los tradicionales circos de tres pistas». Si bien comparó sus producciones con las de Broadway, consideró que las de Cirque poseen «un mayor nivel de imaginación» por las distintas temáticas que posee cada exhibición. En su opinión, el éxito de la empresa se ha debido a que «ofrece un producto para un nuevo segmento de entretenimiento, y atrae a una audiencia con creciente nivel demográfico [dispuesta a pagar] un ticket de mayor precio [que en un circo tradicional] y una estructura de costos reducidos en general». En opinión de Bryan Curtis, del periódico canadiense National Post, Cirque no inventó un concepto nuevo en la industria circense sino que más bien lo «refinó» hasta constituir un «circo americanizado que combina espectáculo y presupuesto limitado», algo evidente en algunas prácticas de la organización similares a las de los circos tradicionales europeos y asiáticos. Para Judith Mackrell, de The Guardian, la empresa ha conseguido un estatus tal que provoca que la audiencia «[quiera seguir viendo sus producciones] con la confiable expectativa de que sus ojos se hincharán y sus quijadas se caerán durante la mayor parte del espectáculo», mientras que The New York Times destacó que sus producciones residentes han servido para redefinir a Las Vegas como un destino turístico familiar.
En general, sus espectáculos cuentan mayormente con críticas favorables centradas en los actos circenses, el vestuario, la iluminación, el humor y la música en vivo, pese a que algunas producciones como Banana Shpeel, Viva Elvis e Iris han tenido una recepción más bien adversa y una recaudación inferior al resto de los espectáculos. Algunas de sus producciones más exitosas han sido Michael Jackson: The Immortal World Tour, O, Michael Jackson: One, Alegría y La Nouba, cada uno con recaudaciones anuales mínimamente de 70 millones USD durante su período de exhibición. Además de los diversos reconocimientos obtenidos por sus espectáculos —que incluyen un Rose d'Or en 1989, un galardón Bambi en 1997, tres Drama Desk en la categoría de «Experiencia teatral única» en 1991, 1998 y 2013, reconocimientos Gemini, galardones Primetime Emmy y un par de estrellas en el Paseo de la fama de Hollywood y en el Paseo de la fama de Canadá— sus fundadores y personal de la empresa se han hecho acreedores a varios reconocimientos por su trabajo. Por ejemplo, en 2007 Laliberté recibió el distintivo «Empresario del año» por la organización Ernst & Young; Gauthier fue reconocido en 1998 por la Cámara de Comercio Metropolitana de Montreal por su contribución al éxito de Cirque; Michel Crête, escenógrafo de Saltimbanco, obtuvo un premio Gemini; y la Universidad Laval le concedió un doctorado honorario en música al compositor René Dupéré en 2005. Asimismo cabe señalarse que el éxito de Cirque du Soleil es catalogado como un ejemplo de la denominada estrategia del océano azul y sus producciones y su filosofía de trabajo han servido de inspiración para otros grupos de circo contemporáneo como Les 7 Doigts de la Main y Cirque Éloize, ambos ubicados en Montreal, o la compañía australiana Circa.
En 2009 se llevaron a cabo varias actividades para conmemorar el 25° aniversario de Cirque du Soleil; por ejemplo, Baie-Saint-Paul, The Old Port of Montréal Corporation y el concurso internacional de fuegos artificiales Loto-Quebec organizaron distintas actividades alusivas; además salieron a la venta un par de CD con parte del catálogo musical de sus espectáculos, y un libro acerca de los vestuarios usados por sus acróbatas y actores. Para su 30.º aniversario en 2014, Cirque y Xerox organizaron un concierto en la iglesia de Saint-Jean-Baptiste en Montreal, con la música de las distintas producciones de la empresa hasta entonces.